# Jürgen Stars
Jürgen Stars (* 24. Juni 1948) ist ein ehemaliger deutscher Fußballtorwart.

## Karriere
Beim Lübecker Amateurverein TSV Schlutup begann mit acht Jahren die fußballerische Laufbahn des Schülers Jürgen Stars. Ab 1965 schlossen sich zwei Jahre beim TSV Kücknitz an. Zur Runde 1967/68 wurde er von Trainer Reinhold Ertel zum Regionalligaaufsteiger Phönix Lübeck geholt. Am vierten Spieltag, den 3. September 1967, debütierte der junge Torhüter beim Auswärtsspiel gegen den VfL Wolfsburg in der Fußball-Regionalliga Nord. Peter Nogly spielte bei der 0:3-Niederlage als linker Verbinder im Sturm von Phönix. Mit der Mannschaft vom Stadion an der Travemünder Allee belegte Stars 1968 und 1969 jeweils den sechsten Rang. Während dreier Jahre beim Bundesgrenzschutz gewann er mit der deutschen Polizeiauswahl die Europameisterschaft. Nach seiner vierten Saison bei Phönix schloss er sich Röchling Völklingen an. Der Wechsel in das Saarland hatte auch mit der beruflichen Perspektive zu tun. Beim Stahlwerk Röchling-Burbach war er in der Lehrwerkstätte als Maschinenschlosserausbilder tätig und bildete sich später zum Techniker weiter. Stars spielte ab 1971 beim SV Röchling Völklingen zunächst in der Regionalliga Südwest und ab 1974 in der 2. Bundesliga Süd. Unter Trainer Helmuth Johannsen zog Völklingen zweimal als Südwestvizemeister 1972 und 1973 in die Bundesligaaufstiegsrunde ein. In der Runde 1972/73 kassierte die Röchling-Abwehr in 30 Ligaspielen lediglich 19 Gegentore. Stars absolvierte alle 16 Spiele in den zwei Aufstiegsrunden zur Fußball-Bundesliga. Gegen die Klasse von Kickers Offenbach und Rot-Weiss Essen konnte Völklingen aber auch nicht mit einem guten Torhüter konkurrieren. In den drei Zweitligajahren von 1974 bis 1977 war er weiterhin Stammtorhüter bei Völklingen und hütete in 112 Ligaspielen das Tor der Saarländer. Danach spielte er von 1977/78 – weitere Neuzugänge beim HSV waren Kevin Keegan und Ivan Buljan – bis 1980 beim Erstligisten Hamburger SV, bestritt dabei zwei Bundesligaspiele und wurde 1979 Deutscher Meister. Sein erstes Bundesligaspiel bestritt Stars Anfang Dezember 1979 als Vertreter des verletzten Rudi Kargus. Nach dem 1:1 gegen Eintracht Braunschweig urteilte das Hamburger Abendblatt: „Jürgen Stars war ein guter Stellvertreter, fand sich in dem ungewohnten, rauhen Bundesligaklima schnell zurecht und machte kaum einen gravierenden Fehler.“ Auch seinen zweiten Bundesliga-Einsatz erhielt er während der Saison 1979/80, Ende Mai 1980 beim 4:0 gegen den FC Schalke 04.
1980 wechselte Stars gegen eine Ablöse von 30.000 D-Mark zum Zweitligisten VfR Bürstadt. Für die Hessen absolvierte er unter Trainer Lothar Kleim 25 Zweitligaspiele und rangierte mit dem VfR am Rundenende auf dem 13. Tabellenplatz. Da es aber die letzte Runde der zweistaffeligen 2. Bundesliga war, gehörte Bürstadt zur Debütrunde der eingleisigen 2. Liga 1981/82 der Amateur-Oberliga Hessen an. Im darauffolgenden Jahr kehrte er zum HSV zurück, mit dem er 1982 als Ersatztorhüter hinter Uli Stein zum zweiten Mal deutscher Meister wurde. Stars war auch in der US-Soccer-Liga bei den Vereinen Calgary Boomers, Tampa Bay Rowdies und Tulsa Roughnecks im Einsatz. In Deutschland beendete er seine Vereinskarriere im Amateurbereich, spielte bei Altona 93 (ab Mitte der Saison 1984/85), dem VfL Pinneberg (1986 bis 1988), 1988/89 beim SV Henstedt-Rhen sowie anschließend beim WSV Tangstedt. Im April 1991 kehrte er beim unter Personalmangel leidenden VfL Pinneberg ins Tor zurück, zu diesem Zeitpunkt war Stars beim VfL Torwarttrainer.
Neben ehemaligen Spielergrößen wie Franz Beckenbauer, Wolfgang Kleff, Wolfgang Overath und Uwe Seeler nahm Stars 1988 in Sao Paulo an der „Oldie-WM“ teil. Ab 1987 war er Torwart-Jugendtrainer beim Hamburger SV, 1989 wurde er Torwarttrainer im Nachwuchsbereich des FC St. Pauli. Unter Felix Magath war er in den 1990ern Co-Trainer der HSV-Amateure. 1995 wurde Stars Sportlicher Leiter beim SV Lurup (Regionalliga). Im Amateur-Herrenfußball war Stars bei mehreren Vereinen, darunter 1. SC Norderstedt, VfL Pinneberg, SV Halstenbek-Rellingen und Wedeler TSV, als Torwarttrainer tätig. Im März 2023 übernahm Stars übergangsweise das Traineramt beim Tangstedter SV in der Kreisklasse und war dann bis November desselben Jahres Co-Trainer bei dem Verein.

## Titel und Erfolge
Röchling Völklingen
- 2 × Vizemeister der Regionalliga Südwest (1971/72, 1972/73)
- 3. Platz in der Aufstiegsrunde zur 1. Bundesliga 1972/73
- DFB-Pokal-Viertelfinale 1976 gegen Hertha BSC (1:1, 1:2 n. V.)
- 6. Platz in der 2. Bundesliga 1975/76

Hamburger SV
- Deutscher Meister 1978/79
- Europapokalfinalist der Landesmeister 1979/80
- Deutscher Vizemeister 1979/80